# Eurata laetifica
Eurata laetifica là một loài bướm đêm thuộc phân họ Arctiinae, họ Erebidae.